# Монгуцо
Монгуцо (итал. Monguzzo) је насеље у Италији у округу Комо, региону Ломбардија.
Према процени из 2011. у насељу је живело 2092 становника. Насеље се налази на надморској висини од 334 м.

## Становништво
Према резултатима пописа становништва 2011. у општини је живело 2.230 становника.
| 1931. | 1936. | 1951. | 1961. | 1971. | 1981. | 1991. | 2001. | 2011. |
| ----- | ----- | ----- | ----- | ----- | ----- | ----- | ----- | ----- |
| 980   | 968   | 1.010 | 1.087 | 1.142 | 1.244 | 1.693 | 1.922 | 2.230 |